# Kanton Pierrefort
Pierrefort is een voormalig kanton van het Franse departement Cantal. Het kanton maakte deel uit van het arrondissement Saint-Flour. Het kanton is opgeheven bij decreet van 13 februari 2014, met uitwerking op 22 maart 2015. Alle gemeenten werden opgenomen in het nieuwe kanton Saint-Flour-2.

## Gemeenten
Het kanton Pierrefort omvatte de volgende gemeenten:
- Brezons
- Cézens
- Gourdièges
- Lacapelle-Barrès
- Malbo
- Narnhac
- Oradour
- Paulhenc
- Pierrefort (hoofdplaats)
- Sainte-Marie
- Saint-Martin-sous-Vigouroux